# Kanan Jarrus
Kanan Jarrus kitalált szereplő a Csillagok háborúja univerzumában. A mozifilm-sorozatban nem szerepel; főként az animációs sorozatból,  a Star Wars: Lázadókból ismert.
Kanan Jarrus, születési nevén Caleb Dume, egy jedi a Galaktikus Birodalom idején, aki túlélte a hírhedt 66-os parancsot. Egy klón menti meg az életét, aki megtagadja a 66-os parancsot.  Mestere, Depa Billaba a Kaller bolygón feláldozta az életét, hogy Caleb elmenekülhesse aki ekkor 14 éves. Találkozik a csempész Janus Kashmirral, aki megtanítja a túlélés fortélyaira. Kanan elrejti a fénykardját és Jedi-mivoltát egészen addig, amíg 22 évesen nem találkozik a twi'lek pilótával, Hera Syndullával, aki beszervezi a lázadók közé. Így lesz a lothali lázadók egyik vezetője, álneve Lidérc-1. De igazából akkor fedi fel magát, amikor 28 évesen találkozik a Lothalon az Erő-érzékeny, árva utcakölyökkel, Ezra Bridgerrel, akit tanítványául fogad.

## Kinézete
Kanan Jarrus egy fehér bőrrel rendelkező ember (Jedi). Magassága 1,91 m súlya 80 kg. Testalkata sovány. Sötétbarna haját vállig növesztette, a Star Wars: Lázadók 4. évadában rövidre vágta. Szeme színe zöld volt, de Maul megvakította a Malachoron, így elszürkült; amikor feláldozta magát barátaiért, szeme zöld színe visszatért.

## Története

### Gyermekkor
Kanan Jarrus, születési nevén Caleb Dume YE 33-ban született ismeretlen helyen. Szüleit soha sem ismerte, így mentora, Tinner nevelte fel. Azután megismerkedett Calen Zumbirroval, aki egy csempész volt és egy napon elloptak egy speedert. Egy jedi mester felismerte, hogy mekkora Erő rejlik benne, és tanítványként kezdte őt nevelni.

### Padavanként
Depa Billaba elkezdte tanítani Kanant, és megismerte Orian Waisneet, egy klónparancsnokot, aki azt mondta Kanannak, hogy az Erő az egész galaxist összefogja. Orion is kezdte kiképezni Kanant, hogy hogyan kell vezetni egy járművet, ezt hamar meg is tanulta az ifjú Jedi.
Y. e. 19-ben Palpatine császár kikiáltotta a 66-os parancsot, és a klónok (köztük Orian Waisnee) a jedik ellen fordultak. Végül a Rossz osztag menti meg az életét. Mestere, Depa Billiba a Kaller bolygón feláldozta az életét, hogy Kanan elmenekülhessen.

### A Köztársaság bukása után
Kanan a Köztársaság bukása utáni években is tovább tanulta az Erő használatát. Egy Gorugi küldetés során megismerkedett Hera Syndullával, aki a droidjával, C1-10P-vel (Chopper) csapattagokat keresett. Megtalálták Sabine Wrent, egy mandalorit, Zebet, egy lasani túlélőt, és végül Ezra Bridgert, egy lothali árvát, akiből később Kanan jedit farag. Számos kalandban vesznek részt együtt nemcsak Lothalon, hanem a galaxis több pontján is.

## Fegyverei
Kétrészes kétfázisú kék fénykard és egy DL-18 pisztoly.

## Megjelenése
Kanan Jarrus karaktere elsőként a 2014. januári Nürnbergi Nemzetközi Játék Vásáron (International Toy Fair) jelent meg. Később a LEGO Star Wars Rebels modelljének csomagolásán tűnt fel, feketébe öltözve, kezében kék pengéjű fénykardot tartva.
A Star Wars: Lázadók c. animációs sorozatban szerepelt rendszeresen. Kanan Jarrus hangját a Star Wars: Lázadók animációs sorozatban Freddie Prinze Jr. adja, magyar hangja Zöld Csaba.
Vendégszerepelt a Star Wars: A Rossz Osztag c. animációs sorozatban, ahol szintén Freddie Prinze Jr. adja az eredeti hangját, míg a szinkronját Pál Dániel Máté.

## Külső hivatkozások
- Kanan Jarrus – Star Wars Media.hu
- Kanan Jarrus – Kaminopedia
- Kanan Jarrus- Wookieepedia
- Kanan Jarrus – Star Wars Rebels Wiki

## Bibliográfia
- John Jackson Miller: Új  hajnal  (Szukits, Szeged, 2016 [9789634973492])